# DisneyMania 3
DisneyMania 3 is het derde deel van de uit negen delen bestaande DisneyMania-cd-serie uitgegeven door Walt Disney Records. Deze cd bleek ook een succes te zijn toen hij kort na de uitgifte een RIAA-certificatie kreeg.

## Liedjes
1. Raven-Symoné - "Under the Sea" (The Little Mermaid) - 3:15
2. Jump5 - "Hawaiian Roller Coaster Ride" (Lilo & Stitch) - 3:04
3. Nick Lachey and Jessica Simpson - "A Whole New World" (Aladdin) - 4:11
4. Fan 3 - "It's a Small World" (RapMania! Mix) - 3:01
5. Bowling for Soup - "The Bare Necessities" (The Jungle Book) - 3:38
6. The Cheetah Girls - "I Won't Say (I'm in Love)" (Hercules) - 3:03
7. Aly & AJ - "Zip-a-Dee-Doo-Dah" (Song of the South) - 2:54
8. Vitamin C - "Kiss the Girl" (The Little Mermaid) - 2:43
9. Skye Sweetnam - "Part of Your World" (The Little Mermaid) - 2:33
10. Christy Carlson Romano - "Colors of the Wind" (Pocahontas) - 3:58
11. Clay Aiken - "Proud of Your Boy" (Aladdin) - 2:19
12. Everlife - "Strangers Like Me" (Tarzan) - 3:32
13. Kimberley Locke - "A Dream Is a Wish Your Heart Makes" (Assepoester) - 4:41
14. Lalaine - "Cruella de Vil" (101 Dalmatians) - 2:38
15. Jesse McCartney - "When You Wish upon a Star" (Pinokkio) - 3:03

## Singles
1. "Under the Sea" - Raven-Symoné
2. "A Whole New World" - Jessica Simpson & Nick Lachey
3. "I Won't Say (I'm in Love)" - The Cheetah Girls
4. "Zip-A-Dee-Doo-Dah" - Aly & AJ
5. "Cruella De Vil" - Lalaine
6. "Hawaiian Roller Coaster Ride" - Jump5

Genummerde albums: DisneyMania 1 · DisneyMania 2 · DisneyMania 3 · DisneyMania 4 · DisneyMania 5 · DisneyMania 6
Andere albums: DisneyRemixMania · Princess DisneyMania